# Liceo classico Carlo Botta
Il liceo ginnasio statale "Carlo Botta" è un liceo classico di Ivrea con annessa sezione linguistica e scientifica internazionale.

## Storia
Nel 1774 viene citato, secondo le ricerche di Domenico Manzone (Il regio liceo ginnasio Botta di Ivrea e il suo archivio, Torino: Baglione, 1898), come "real collegio". Diventa liceo nel 1865 e viene intitolato allo storico e politico canavesano Carlo Botta.
Dall'anno scolastico 1985-1986 il liceo ha avviato una sperimentazione nell'ambito dell'"umanesimo scientifico" ed un potenziamento della formazione economico-giuridica e dello studio delle lingue moderne. Vi è stato inoltre attivato il nuovo indirizzo del "liceo classico della comunicazione", concepito in collaborazione con l'ordine dei giornalisti del Piemonte.
A partire dal 1995, il liceo ha inoltre inserito la nuova sperimentazione del liceo linguistico internazionale e ha aperto anche una sezione di liceo scientifico. Il liceo linguistico internazionale prevede lo studio dello spagnolo, dell'inglese e del francese o tedesco. Negli altri indirizzi, invece, la terza lingua varia tra il cinese e il russo. Vengono inoltre studiate materie in lingua, come storia dell'arte in tedesco, storia e geografia in spagnolo. Il liceo scientifico prevede l'insegnamento di inglese e spagnolo e la lezione di biologia in lingua. Possiede una sezione per lo studio della lingua spagnola e un'aula Confucio. 
Nel 2024, viene creato l'indirizzo CLART, ovvero un liceo classico con teatro, musica e danza.
Il liceo ha due sedi, quella principale, situata in corso Re Umberto e la succursale "Opera Pia Moreno", in via Siccardi.

## Presidi
- Ugo Cardinale (1983-2012)
- Lucia Mongiano (2012-)